# 立石領
立石領（たていしりょう）は、江戸時代に豊後国にあった交代寄合領のひとつで、現在の大分県杵築市山香町立石に相当する。陣屋は立石。領主は木下家。禄石は5000石。

## 領史
木下氏は桓武平氏貞盛の後裔で杉原氏を名乗っていた。豊臣秀吉の正室ねねの実家にあたることから血縁の少なかった秀吉に重用され、豊臣姓木下氏を名乗るようになった。ねねの兄にあたる木下家定が播磨姫路2万5千石、その長男・勝俊が若狭後瀬山8万石、次男・利房が若狭高浜城2万石を与えられ厚遇された。その後、勃発した関ヶ原の戦いで領地没収された嫡男勝俊と次男・利房が父の没後に足守藩主となったものの、領地の配分でもめ、足守は一時幕府領になった。なお、その後の大坂の陣で徳川についた利房は足守藩主に復帰しており、三男延俊と併せて大名としてそれぞれ徳川政権下に残存することとなった。
こうして木下延俊は豊後日出藩主として入部したが、後継者となりうる男子が2人いた。俊治と延由である。両人は同年の生まれで、共に側室の生んだ子なので、どちらが家督を相続してもおかしくない状況だった。そこで、延俊は寛永19年（1642年）の臨終に際し、延由に対して「立石1万石を分知するように」と遺言をした。この遺命に従い、第2代藩主となった俊治によって立石5村と向野3村の都合5千石が延由に分知されることとなった。正保3年（1646年）、延由は家臣を率いて立石に入り、立石領が成立する。
この時点での分知は幕府に認められた公式なものではなく、内分分知として行われたものだったが、寛文4年（1664年）に至り幕府の朱印状が発行され、延由は交代寄合の旗本となった。この間に日出藩と立石領とは一時絶縁状態に至り、これは双方が代替わりによる和睦を結ぶまで続いた。家老の長澤市之亟はこの分知が幕府に許可された後に自害している。
その後、立石領は代を重ねて11代俊清の時に明治に至り、本藩である日出藩と共に廃藩置県を迎えた。

## 領校
立石領の領校は無逸館といった。天保8年（1837年）木下俊国が後藤八衛を教授に登用して一門および藩士の子弟、ならびに領地の庶民の子を対象に教育にあたらせた。学科は漢学・書道・剣術の三科。

## 論争
『大分県史』は立石領の分知について、お家騒動を防ぐために初代日出藩主・延俊が決断し、次代藩主・俊治が実行したものであると推測している。一方、郷土史家のなかには、初代立石領主・延由が実は豊臣秀頼の遺児国松丸なのではないかとの仮説を提示する者もいる。以前より立石領については町史などでも謎が幾つか指摘されており、例えば日出藩の所領は3万石に過ぎず、その中から1万石を分知するのは不自然であるという点や、初代立石領主の諱が延由であるはずが、幕府の記録では「延次」となっている点が疑問とされている。
延由の正体が日出藩では一子相伝の秘事として語り継がれたという伝承もあるが、現在のところ解明されていない。ただ、延由が国松丸であるとの推論によると、もし延由が豊臣本家の出自であるなら、分知1万石も自然であるし、家老の自害も説明がつく（分知1万石の遺命を枉げたため）という主張も存在する。その一方で、もし延由が豊臣本家の出自であるならば、延由の代に起きていた日出藩との不和など、逆に不自然ではないかという意見も存在する。

## 歴代領主
木下家
旗本交代寄合　5千石
1. 延由〔縫殿助〕
2. 延知〔内匠助〕
3. 重俊〔縫殿助〕
4. 栄俊〔縫殿助〕
5. 俊徳〔内匠助 縫殿助〕
6. 俊昌
7. 俊直〔縫殿助〕
8. 俊隆〔内匠助〕
9. 俊芳
10. 俊国〔図書助〕
11. 俊清